# Chiesa di San Micheletto in Tavigliana
La chiesa di San Micheletto è un edificio di culto sito in località Tavigliana (o Tovegliana), a circa 6 km da Verona, nel territorio comunale di Grezzana (VR).

## Storia e descrizione
Benché la data della sua la primitiva costruzione non sia confermata da alcun documento, la chiesa risalirebbe all'XI o XII secolo. La sua storia, infatti, è collegata a quella di altre due chiese dedicate al santo: la prima fu quella di San Michele in Campanea, che diede origine all'odierna San Michele Extra e che risulta soggetta al Capitolo dei Canonici Veronesi dall'813, la seconda chiesa si trova a un chilometro a nord di Mizzole, lungo la strada che da San Michele Extra porta ai Monti Lessini. Per quest'ultima chiesa, una scritta a destra dell'altare testimonia che, già dipendente dal monastero di Santa Maria in Organo, venne consacrata nell'anno 1060.
Le prime testimonianze scritte della chiesa di San Micheletto di Grezzana risalgono al secolo XVI. Tuttavia, elementi come la comunanza di rapporti commerciali del territorio dove sorsero (documenti dell'VIII e dell'XI secolo mostrano come la città di Verona fosse legata alla Lessinia e alla Valpantena), lo stesso nome "San Micheletto", la
somiglianza dei luoghi in cui furono costruite e la struttura delle due chiese, consentono di ritenere che le chiese di San Micheletto di Grezzana e di San Micheletto di Mizzole fossero state costruite nello stesso periodo, cioè nei secoli XI o XII.
Originariamente la chiesa consisteva in un edificio a pianta rettangolare, collocato trasversalmente rispetto alla valle, con la zona absidale rivolta ad est. La chiesa era stata costruita in murature di sasso terminanti nella parte superiore in lastre di pietra, il tetto in capriate lignee; l'interno era scarsamente illuminato dalla poca luce che entrava dalle due piccole finestre poste sul lato sud.
La prima testimonianza scritta risale al mese di giugno del 1532, quando il vescovo Gian Matteo Giberti si recò in visita pastorale a Grezzana e a San Micheletto. Vi ritornò nel 1541, anno in cui proibì ulteriori celebrazioni, fino a che non si fosse reso l'ambiente degno di celebrarvi la Santa Messa. Fu probabilmente dopo questo intervento che furono eseguiti lavori di ampliamento e miglioramento, ai quali si deve anche la creazione sul fianco nord di un piccolo ambiente fungente come sacrestia.
San Micheletto venne utilizzato come lazzaretto durante l'epidemia di peste del 1630, passata la quale, nel 1633, venne fondata la Veneranda Confraternita di San Micheletto, un'associazione di fedeli dediti ad opere di pietà e carità. Il 28 febbraio 1695 la Confraternita fu autorizzata da papa Innocenzo XII a concedere ai fedeli l'indulgenza plenaria e tale riconoscimento fece accrescere l'importanza della Confraternita tanto che a San Micheletto si celebrava la Santa Messa ogni domenica.
La successiva visita pastorale, del 4 ottobre 1722, fu quella del vescovo di Verona Marco Gradenigo, il quale trovò la chiesetta immutata rispetto a com'era stata nei secoli precedenti. La sua raccomandazione stavolta fu quella di bonificare il locale destinato all'eremita con funzioni di custode, per rendere il suo vivere più dignitoso.
La trasformazione più grande fu effettuata nel 1732, quando a ridosso del fianco nord furono costruiti, su due piani, alcuni locali ad uso abitazione inglobanti la piccola sacrestia. Entrambi i locali, la chiesa e l'abitazione, vennero coperti con un unico tetto a capanna e, per distinguerli, vennero utilizzati due colori diversi: il rosso, per la parte riguardante la chiesa, e il bianco per l'abitazione. L'abside fu ampliata, modificata a pianta rettangolare e coperta con volta a crociera. Nella parete absidale di fondo, dietro l'altar maggiore, fu posta una grande pala raffigurante l'Arcangelo Michele che tiene in una mano la spada per trafiggere il demonio e nell'altra la bilancia per pesare le anime. Il primitivo altare fu spostato nella piccola sacrestia e nella zona presbiteriale fu posto il nuovo in marmo rosso di Verona e nembro, ai lati del quale due portali separano il vano dietro l'altare. Sulla parete sinistra della navata fu costruita l'edicola in marmo rosso e nembro, per incorniciare l'affresco quattrocentesco raffigurante la Madonna con Bambino.
L'opera della Confraternita non si arrestò fino all'editto di Napoleone, bandito in Italia
il 15 ottobre 1806, con il quale si ordinava la soppressione immediata di tutte le confraternite. La chiesa di San Micheletto fu allora acquistata da Paolo Zanella, i cui eredi la cedettero alla famiglia Capobianco che poi la vendette alla famiglia Ronca, che ne curò la manutenzione e ne conservò la proprietà fino al 1999. Successivamente ad alcuni lavori di restauro, i fratelli Ronca donarono la chiesa alla parrocchia di Grezzana, che ne divenne proprietaria con atto notarile del 15 luglio 1999.